# Хардкор-техно
Хардкор-техно — жанр електронної музики, що з'явився на початку 1990-х років, коли музиканти почали експериментувати зі швидкостями в New Beat. Поява і розвиток можна відзначити в декількох місцях, перш за все це, Нідерланди, Німеччина та Бельгія. Стиль характерний швидким темпом (160—300 ударів на хвилину і вище) і використанням перекручених і атональні індустріальних звуків і семплів. Також потрібно відзначити важку пряму бочку з використанням ефекту «Distortion». New Beat є прямим попередником хардкор-техно і його музичних піджанрів (згодом відомих як рейв-музика).